# Kevin MacDonald (ishockeyspelare)
Kevin Scott MacDonald, född 24 februari 1966, är en kanadensisk före detta professionell ishockeyback.
Han spelade för Ottawa Senators i National Hockey League (NHL); New Haven Nighthawks, Prince Edward Island Senators och Hershey Bears i American Hockey League (AHL); Baton Rouge Kingfish i East Coast Hockey League (ECHL); Muskegon Lumberjacks, Phoenix Roadrunners, Fort Wayne Komets och Chicago Wolves i International Hockey League (IHL) samt Belleville Bulls, Sudbury Wolves och Peterborough Petes i Ontario Hockey League (OHL).
MacDonald blev aldrig NHL-draftad.
Han är syskonson till Blair MacDonald och kusin till Jonah Gadjovich.

## Statistik
| 1982–1983  | Brockville Braves             | CJHL       | 45  | 1  | 4  | 5  | 154  | —  | — | —  | —  | —   |
| 1983–1984  | Belleville Bulls              | OHL        | 4   | 0  | 0  | 0  | 4    | —  | — | —  | —  | —   |
|            | Sudbury Wolves                | OHL        | 1   | 0  | 0  | 0  | 0    | —  | — | —  | —  | —   |
|            | Peterborough Petes            | OHL        | 32  | 3  | 3  | 6  | 78   | 8  | 0 | 1  | 1  | 16  |
| 1984–1985  | Peterborough Petes            | OHL        | 63  | 3  | 13 | 16 | 162  | 15 | 1 | 1  | 2  | 6   |
| 1985–1986  | Peterborough Petes            | OHL        | 51  | 4  | 15 | 19 | 132  | 16 | 0 | 5  | 5  | 24  |
| 1986–1987  | Peterborough Petes            | OHL        | 48  | 4  | 4  | 8  | 183  | 10 | 0 | 1  | 1  | 16  |
| 1987–1988  | St. Thomas Tommies            | CIAU       | 24  | 7  | 14 | 21 | 140  | —  | — | —  | —  | —   |
| 1988–1989  | Muskegon Lumberjacks          | IHL        | 64  | 2  | 13 | 15 | 190  | 11 | 2 | 3  | 5  | 22  |
| 1989–1990  | New Haven Nighthawks          | AHL        | 27  | 0  | 1  | 1  | 111  | —  | — | —  | —  | —   |
|            | Phoenix Roadrunners           | IHL        | 30  | 1  | 5  | 6  | 201  | —  | — | —  | —  | —   |
| 1990–1991  | Phoenix Roadrunners           | IHL        | 74  | 1  | 9  | 10 | 327  | 11 | 0 | 1  | 1  | 22  |
| 1991–1992  | Phoenix Roadrunners           | IHL        | 76  | 7  | 14 | 21 | 304  | —  | — | —  | —  | —   |
| 1992–1993  | Phoenix Roadrunners           | IHL        | 6   | 0  | 1  | 1  | 23   | —  | — | —  | —  | —   |
|            | Fort Wayne Komets             | IHL        | 65  | 4  | 9  | 13 | 283  | 11 | 0 | 0  | 0  | 21  |
| 1993–1994  | Ottawa Senators               | NHL        | 1   | 0  | 0  | 0  | 2    | —  | — | —  | —  | —   |
|            | Prince Edward Island Senators | AHL        | 40  | 2  | 4  | 6  | 245  | —  | — | —  | —  | —   |
|            | Fort Wayne Komets             | IHL        | 29  | 0  | 3  | 3  | 140  | 15 | 0 | 4  | 4  | 76  |
| 1994–1995  | Chicago Wolves                | IHL        | 75  | 1  | 12 | 13 | 390  | 3  | 0 | 0  | 0  | 17  |
| 1995–1996  | Chicago Wolves                | IHL        | 75  | 2  | 6  | 8  | 274  | 9  | 0 | 3  | 3  | 23  |
| 1996–1997  | Hershey Bears                 | AHL        | 16  | 1  | 1  | 2  | 74   | 12 | 1 | 0  | 1  | 13  |
|            | Fort Wayne Komets             | IHL        | 53  | 1  | 2  | 3  | 251  | —  | — | —  | —  | —   |
| 1997–1998  | Hershey Bears                 | AHL        | 5   | 0  | 0  | 0  | 37   | —  | — | —  | —  | —   |
|            | Baton Rouge Kingfish          | ECHL       | 58  | 2  | 17 | 19 | 222  | —  | — | —  | —  | —   |
| NHL totalt | NHL totalt                    | NHL totalt | 1   | 0  | 0  | 0  | 2    | —  | — | —  | —  | —   |
| AHL totalt | AHL totalt                    | AHL totalt | 88  | 3  | 6  | 9  | 467  | 12 | 1 | 0  | 1  | 13  |
| IHL totalt | IHL totalt                    | IHL totalt | 547 | 19 | 74 | 93 | 2383 | 60 | 2 | 11 | 13 | 181 |
| OHL totalt | OHL totalt                    | OHL totalt | 199 | 14 | 35 | 49 | 559  | 49 | 1 | 8  | 9  | 62  |